# Gelividade
Gelividade é designação dada em ciência dos materiais à estimativa da capacidade de um material se desagregar ou expandir por efeito da congelação da água contida nos seus vazios. A medida é usada na caracterização de rochas ornamentais e de outros materiais destinados ao revestimento exterior de edifícios e outras estruturas em locais sujeitos a temperaturas inferiores ao ponto de congelação da água.